# Johannes Mathiesen
Jørgen Frederik Johannes Mathiesen (též Mathiassen; 24. července 1881, Nanortalik - ?) byl grónský lovec a zemský rada zasedající v první a druhé jihogrónské zemské radě.

## Životopis
Johannes Mathiesen byl synem Matthæuse a jeho ženy Augusty, narodil se v Nanortaliku, ale později žil v Salliitu, kde byl lovcem. V roce 1915 zasedl jako náhradník za Jense Hansena v první jihogrónské zemské radě. V následujícím volebním období byl členem Grónské zemské rady také v roce 1918 a v letech 1920 až 1922.